# Rally de Irlanda de 2007
El Rally de Irlanda de 2007, oficialmente 3th Rally Ireland fue la cuarta edición y la decimoquinta ronda de la temporada 2007 del Campeonato Mundial de Rally. Se celebró en las cercanías de Sligo, Connacht entre el 15 y 18 de noviembre y contó con un itinerario de veinte tramos sobre asfalto que sumaban un total de 328.72 km cronometrados.

## Itinerario y ganadores
| Día        | Tramo | Hora  | Tramo                                | Distancia | Ganador            | Tiempo  | Vel. media  | Líder rally     |
| ---------- | ----- | ----- | ------------------------------------ | --------- | ------------------ | ------- | ----------- | --------------- |
| 1 (15 Nov) | SS1   | 19:00 | Stormont (Belfast, NI)               | 1.82 km   | Marcus Grönholm    | 1:30.8  | 72.16 km/h  | Marcus Grönholm |
| 1 (15 Nov) | SS2   | 08:05 | Geevagh 1 (Co. Sligo, RoI)           | 11.47 km  | Sébastien Loeb     | 6:05.7  | 112.92 km/h | Sébastien Loeb  |
| 2 (16 Nov) | SS3   | 08:33 | Arigna 1 (Co. Roscommon, RoI)        | 27.89 km  | Dani Sordo         | 15:44.0 | 106.36 km/h | Sébastien Loeb  |
| 2 (16 Nov) | SS4   | 09:24 | Lough Gill 1 (Co. Sligo, RoI)        | 20.56 km  | Dani Sordo         | 10:54.7 | 113.05 km/h | Dani Sordo      |
| 2 (16 Nov) | SS5   | 11:29 | Geevagh 2 (Co. Sligo, RoI)           | 11.47 km  | S. Loeb            | 6:22.0  | 108.09 km/h | Sébastien Loeb  |
| 2 (16 Nov) | SS6   | 11:57 | Arigna 2 (Co. Roscommon, RoI)        | 27.89 km  | S. Loeb            | 16:09.6 | 103.55 km/h | Sébastien Loeb  |
| 2 (16 Nov) | SS7   | 12:48 | Lough Gill 2 (Co. Sligo, RoI)        | 20.56 km  | Dani Sordo         | 10:55.5 | 112.92 km/h | Sébastien Loeb  |
| 2 (16 Nov) | SS8   | 15:01 | Glenboy (Co. Leitrim, RoI)           | 22.25 km  | Sébastien Loeb     | 11:56.0 | 111.87 km/h | Sébastien Loeb  |
| 2 (16 Nov) | SS9   | 15:54 | Bencroy (Co. Cavan, RoI)             | 15.43 km  | Dani Sordo         | 8:21.3  | 110.81 km/h | Sébastien Loeb  |
| 2 (16 Nov) | SS10  | 16:19 | Drumshanbo (Co. Leitrim, RoI)        | 8.65 km   | S. Loeb            | 5:00.3  | 103.70 km/h | Sébastien Loeb  |
| 3 (17 Nov) | SS11  | 8:13  | Sloughan Glen 1 (Co. Tyrone, NI)     | 20.95 km  | S. Loeb            | 11:37.7 | 108.10 km/h | Sébastien Loeb  |
| 3 (17 Nov) | SS12  | 09:08 | Ballinamallard 1 (Co. Fermanagh, NI) | 17.95 km  | S. Loeb            | 9:35.9  | 112.21 km/h | Sébastien Loeb  |
| 3 (17 Nov) | SS13  | 09:51 | Tempo 1 (Co. Fermanagh, NI)          | 13.46 km  | S. Loeb            | 7:31.6  | 107.30 km/h | Sébastien Loeb  |
| 3 (17 Nov) | SS14  | 14:04 | Sloughan Glen 2 (Co. Tyrone, NI)     | 20.95 km  | Chris Atkinson     | 11:25.7 | 109.99 km/h | Sébastien Loeb  |
| 3 (17 Nov) | SS15  | 14:59 | Ballinamallard 2 (Co. Fermanagh, NI) | 17.95 km  | Sébastien Loeb     | 9:30.7  | 113.23 km/h | Sébastien Loeb  |
| 3 (17 Nov) | SS16  | 15:42 | Tempo 2 (Co. Fermanagh, NI)          | 13.46 km  | Jari-Matti Latvala | 7:28.9  | 107.94 km/h | Sébastien Loeb  |
| 4 (18 Nov) | SS17  | 09:03 | Murley (Co. Fermanagh, NI)           | 24.70 km  | Mikko Hirvonen     | 13:19.9 | 111.16 km/h | Sébastien Loeb  |
| 4 (18 Nov) | SS18  | 09:51 | Fardross (Co. Fermanagh, NI)         | 14.77 km  | M. Hirvonen        | 8:49.8  | 100.36 km/h | Sébastien Loeb  |
| 4 (18 Nov) | SS19  | 11:39 | Donegal Bay (Co. Donegal, RoI)       | 14.06 km  | Jari-Matti Latvala | 7:00.9  | 120.26 km/h | Sébastien Loeb  |
| 4 (18 Nov) | SS20  | 13:08 | Mullaghmore (Co. Sligo, RoI)         | 2.38 km   | Petter Solberg     | 1:16.9  | 111.42 km/h | Sébastien Loeb  |

## Clasificación final

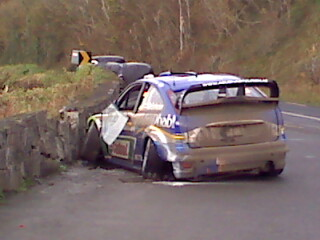
Marcus Gronholm quedó fuera de carrera en el tramo cuarto al chocar contra un muro y perdió gran parte de sus opciones al título de ese año a falta de una prueba.

| Pos.     | Piloto             | Copiloto        | Automóvil               | Tiempo    | Diferencia | Puntos  |
| General  | General            | General         | General                 | General   | General    | General |
| -------- | ------------------ | --------------- | ----------------------- | --------- | ---------- | ------- |
| 1.       | Sébastien Loeb     | Daniel Elena    | Citroën C4 WRC          | 3:01:39.2 | 0.0        | 10      |
| 2.       | Dani Sordo         | Marc Martí      | Citroën C4 WRC          | 3:02:32.6 | 53.4       | 8       |
| 3.       | Jari-Matti Latvala | Miikka Anttila  | Ford Focus RS WRC 06    | 3:03:27.4 | 1:48.2     | 6       |
| 4.       | Mikko Hirvonen     | Jarmo Lehtinen  | Ford Focus RS WRC 07    | 3:03:56.9 | 2:17.7     | 5       |
| 5.       | Petter Solberg     | Phil Mills      | Subaru Impreza WRC 07   | 3:04:35.0 | 2:55.8     | 4       |
| 6.       | Guy Wilks          | Phil Pugh       | Subaru Impreza WRC      | 3:07:37.1 | 5:57.9     | 3       |
| 7.       | Matthew Wilson     | Michael Orr     | Ford Focus WRC 06       | 3:11:44.1 | 10:04.9    | 2       |
| 8.       | Gareth McHale      | Allan Harryman  | Ford Focus WRC          | 3:12:47.5 | 11:08.3    | 1       |
| PCWRC    |                    |                 |                         |           |            |         |
| 1. (10.) | Niall McShea       | Marshall Clarke | Subaru Impreza          | 3:18:11.3 | 0.0        | 10      |
| 2. (11.) | Gabriel Pozzo      | Daniel Stillo   | Mitsubishi Lancer Evo 9 | 3:18:55.4 | 44.1       | 8       |
| 3. (17.) | Nasser Al-Attiyah  | Chris Patterson | Subaru Impreza C 07     | 3:22:42.4 | 4:31.1     | 6       |
| 4. (18.) | Simone Campedelli  | Danilo Fappani  | Mitsubishi Lancer Evo 9 | 3:24:47.2 | 6:35.9     | 5       |
| 5. (20.) | Štěpán Vojtěch     | Michal Ernst    | Mitsubishi Lancer Evo 9 | 3:26:45.4 | 8:34.1     | 4       |
| 6. (21.) | Fumio Nutahara     | Daniel Barritt  | Mitsubishi Lancer Evo 9 | 3:27:32.8 | 9:21.5     | 3       |
| 7. (22.) | Colm Murphy        | Ger Loughrey    | Subaru Impreza          | 3:27:34.6 | 9:23.3     | 2       |
| 8. (23.) | Philip Morrow      | David Senior    | Mitsubishi Lancer Evo 9 | 3:28:46.9 | 10:35.6    | 1       |